# 바지선

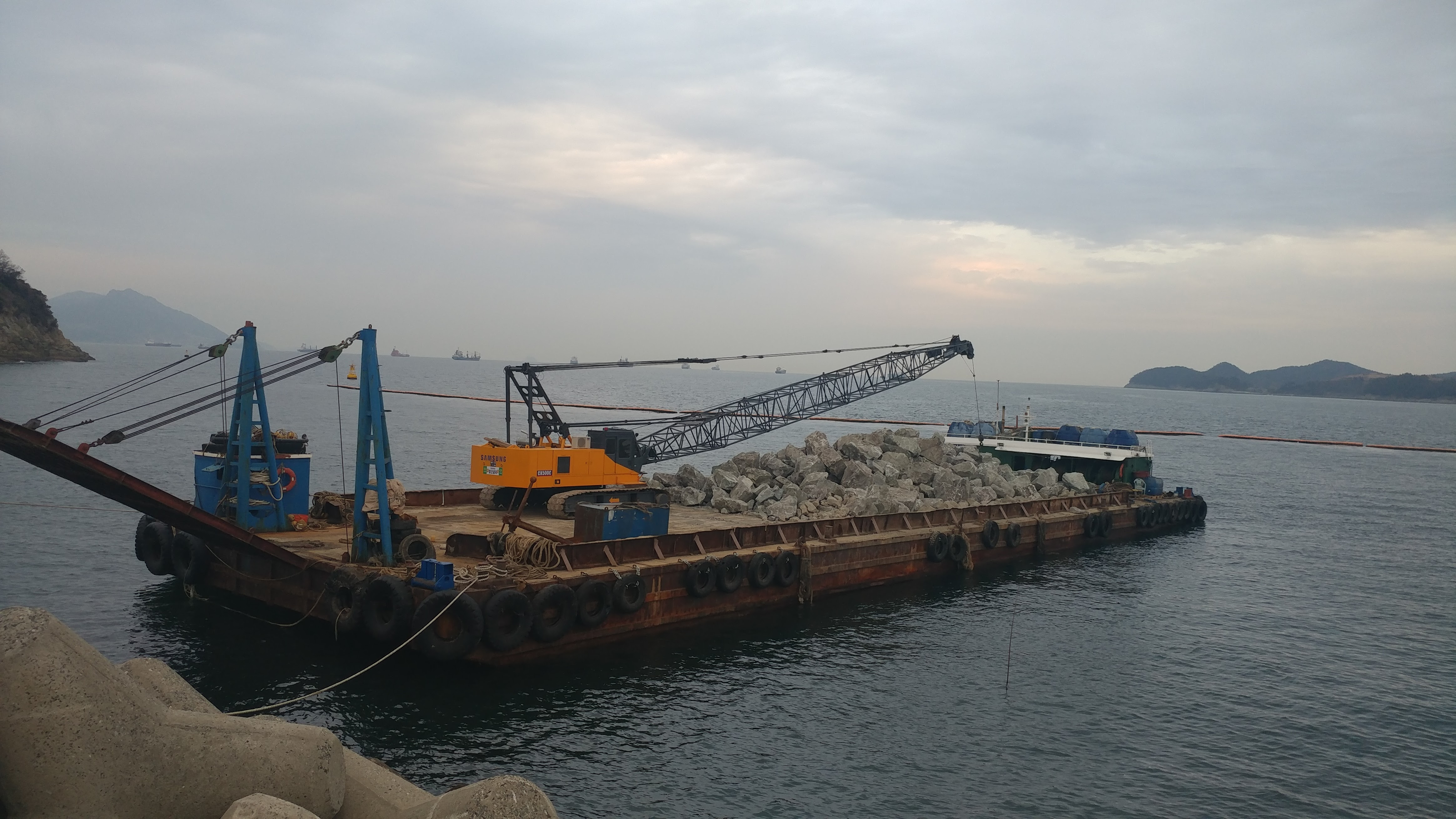
오동도 근처에서 선착해 있는 바지선의 모습.

바지선(-船, 영어: barge) 또는 부선(艀船)은 주로 강과 운하 등에서 화물을 운반하기 위하여 제작한 바닥이 평평한 선박이다. 또한 일부 바지선은 스스로 추진되지 않으므로 예인선의 도움이 필요하다.

## 용어
바지(barge)는 1300년 전 고대 프랑스어 barge에서 비롯된 것으로, 이는 속라틴어 barga에서 유래하였다. 이 용어는 원래 조그마한 보트를 의미하였으며, 현대적 의미는 1480년 즈음에 탄생하게 되었다.

## 바지선의 종류
| - 제독의 바지선 - 병영 바지선 - 자동차 플로트 - 크레인 바지선 - 네덜란드 바지선 - 드라이 벌크 화물 바지선 - 호퍼 바지선 - 잭업 바지선 - 라이터 및 벙어리 스틸 라이터 | - 액체 화물 바지선 - 통나무 바지선 - 오일 바지선과 벙어리 스틸 오일 바지선 - 즐거움 바지선 - 전원 바지선 - 로얄 바지선 (예: 태국의 왕실 바지선) - 행 바지선 | - 모래 바지선 - 세번 생각하다 - 스피츠 바지선 - 템스 항해 바지선 - 톰 푸딩 - 차량 바지선 |

## 사진첩

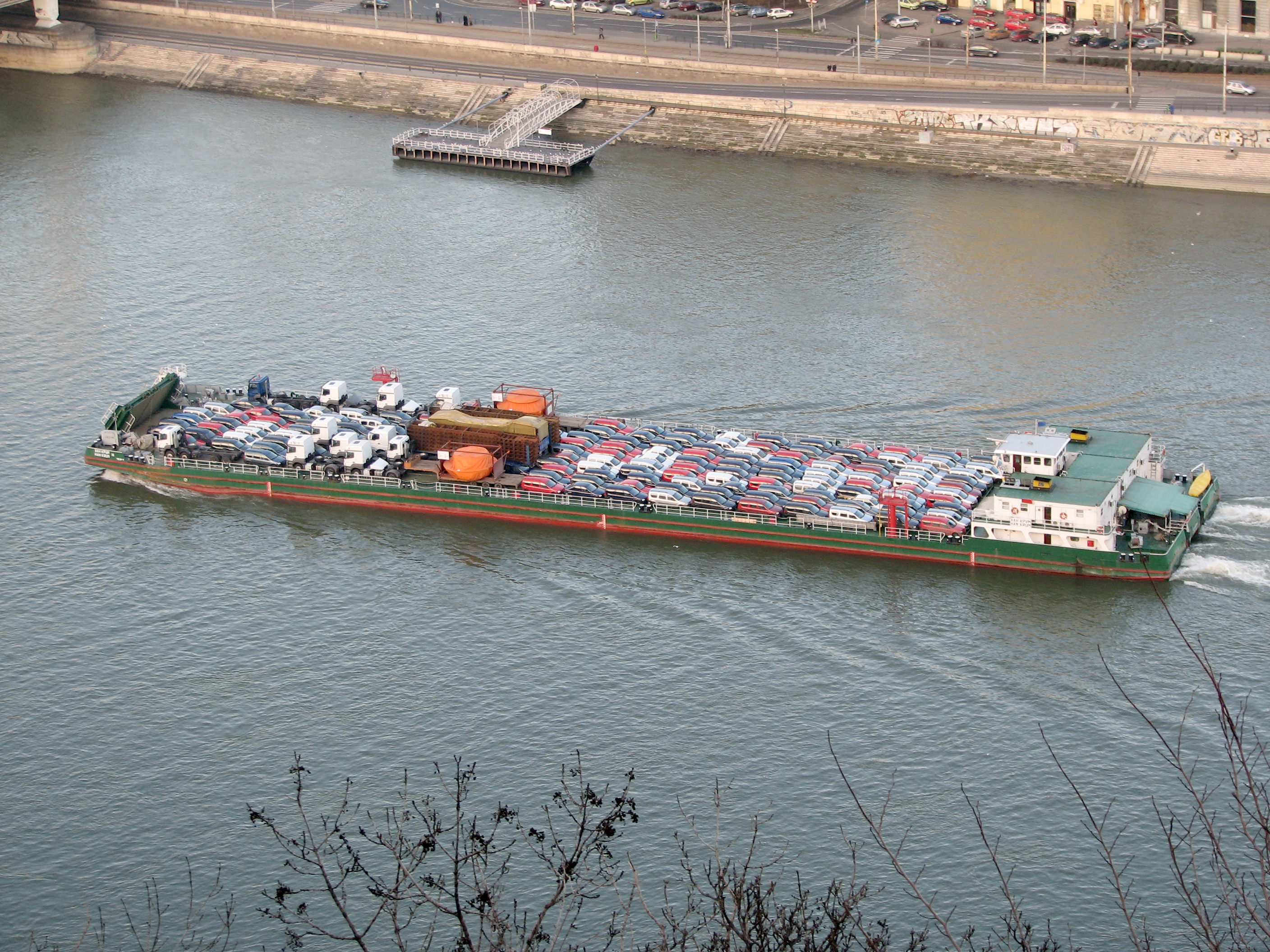
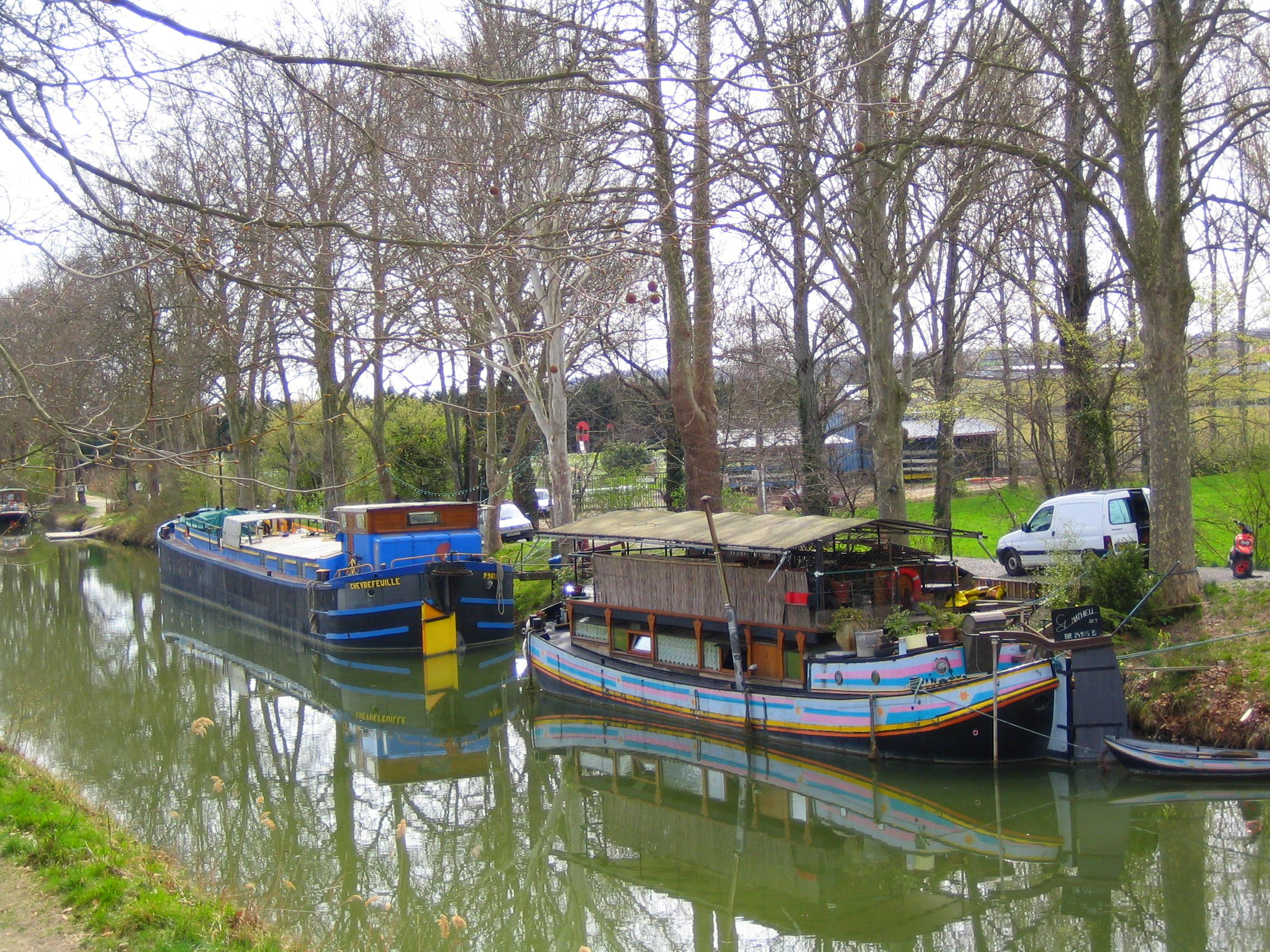
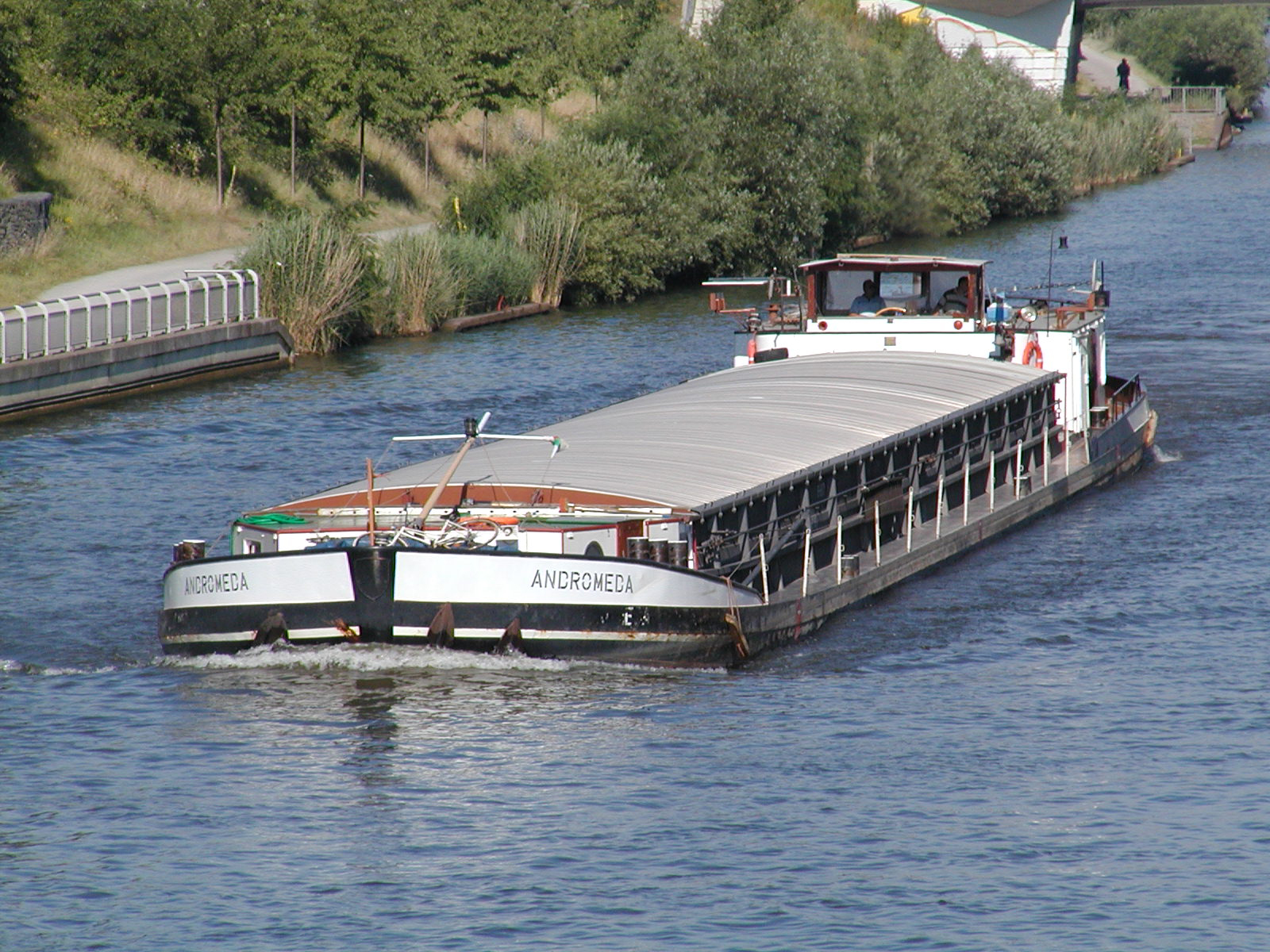
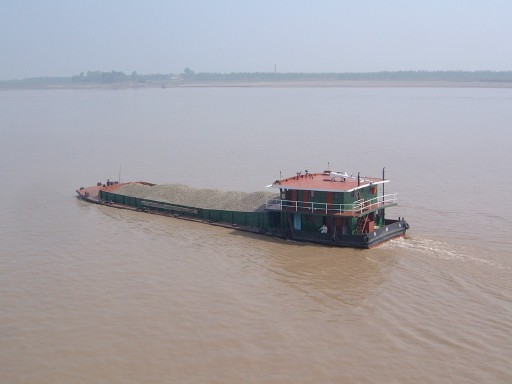
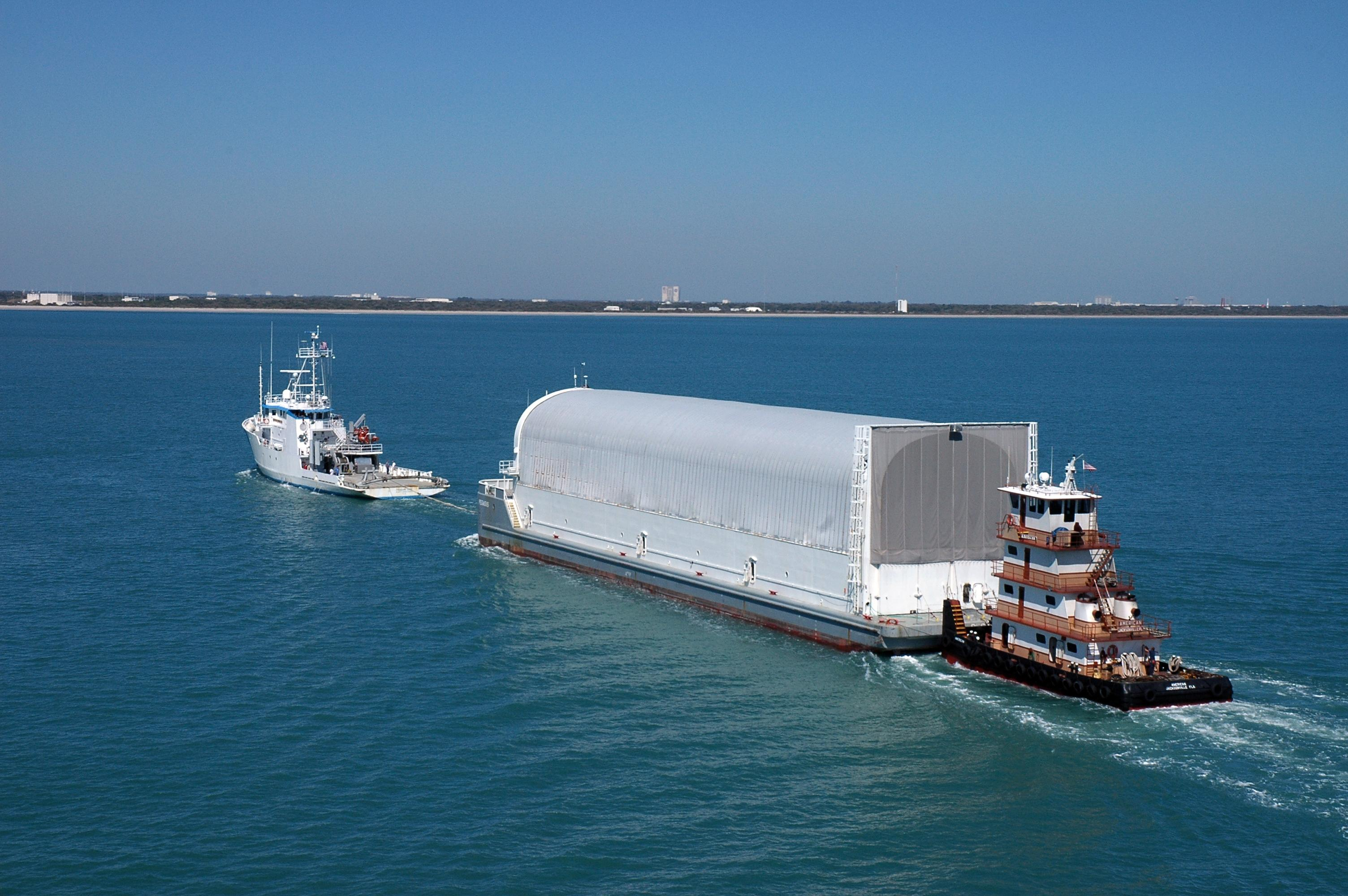
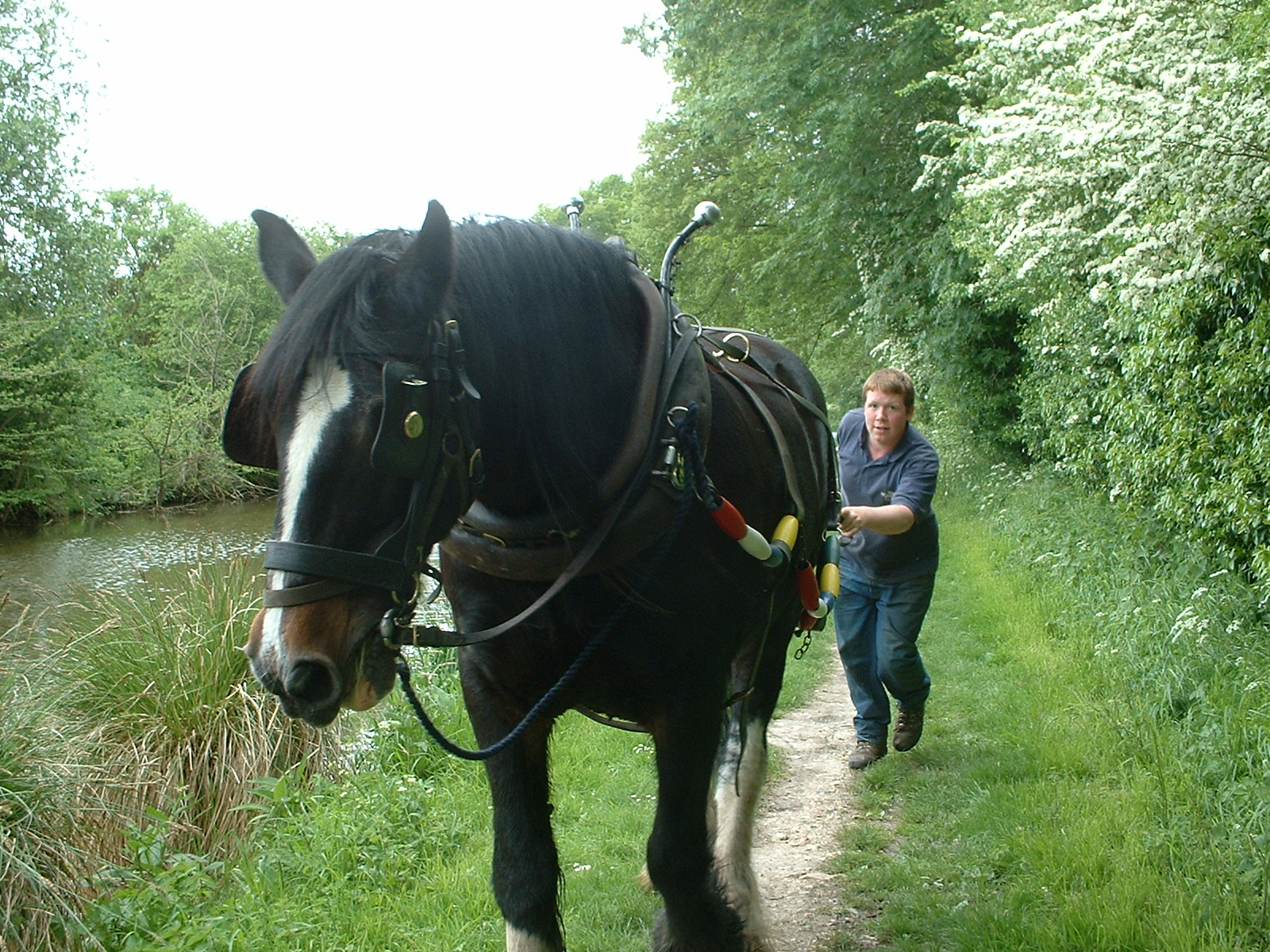
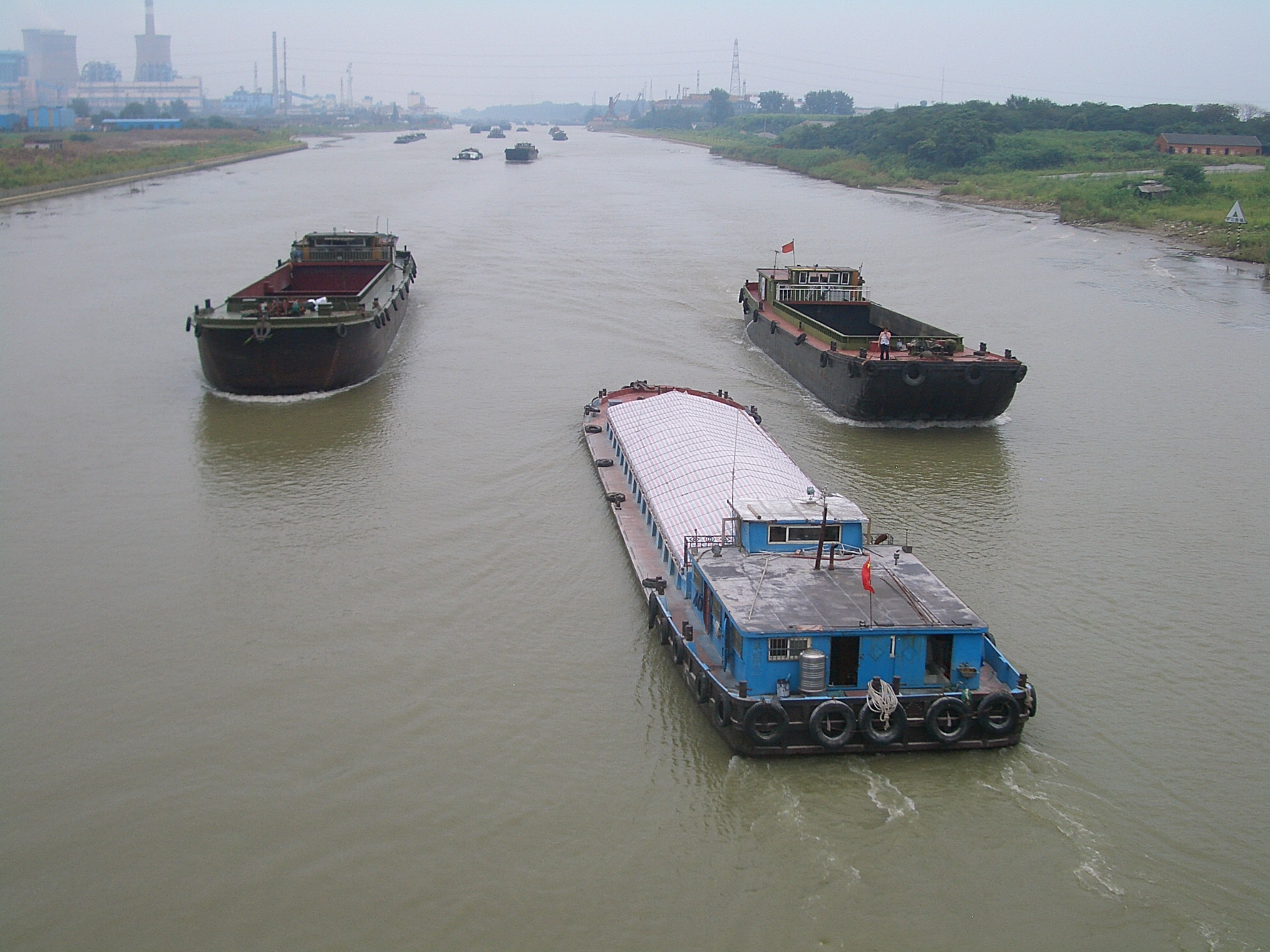
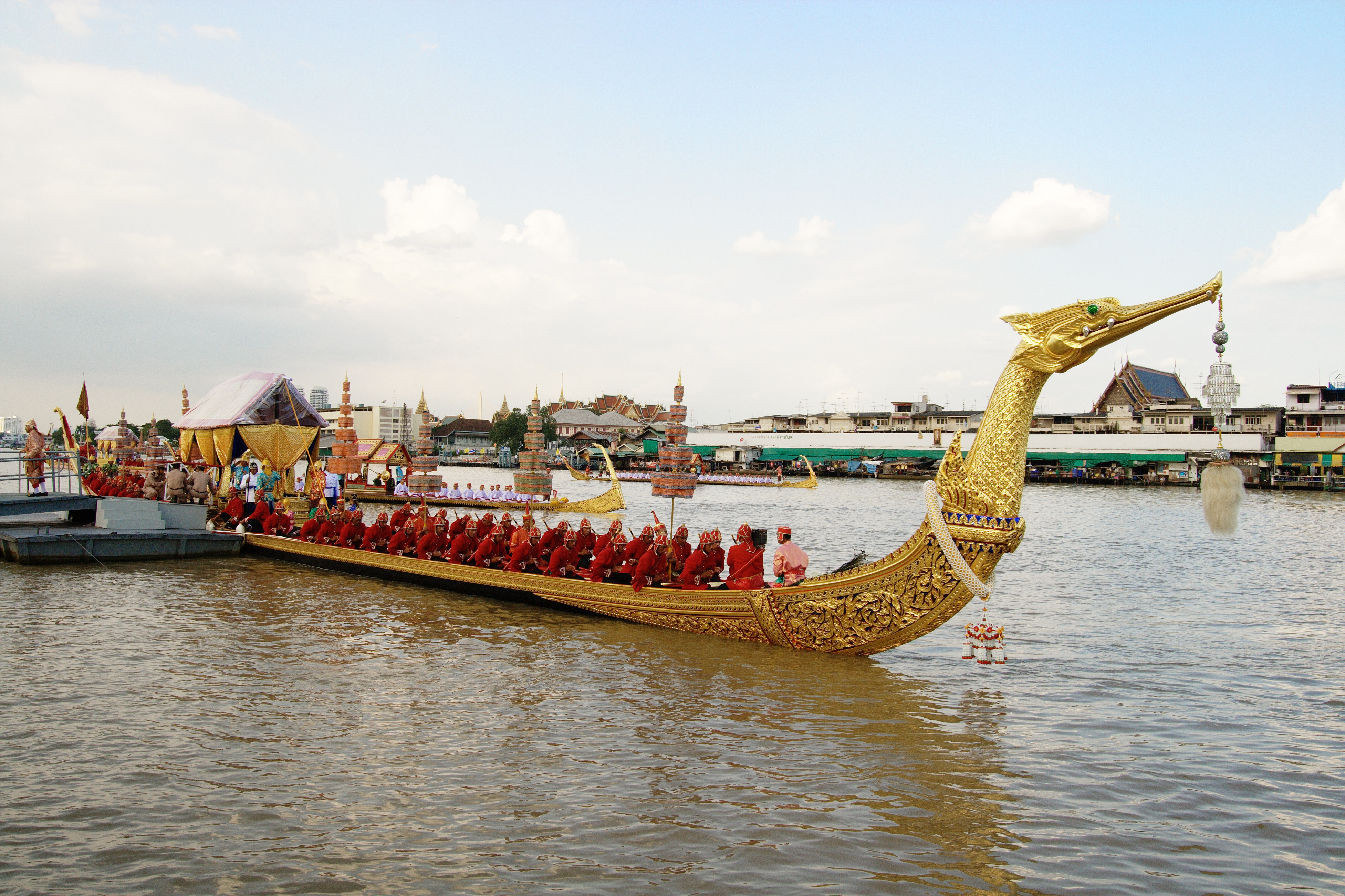
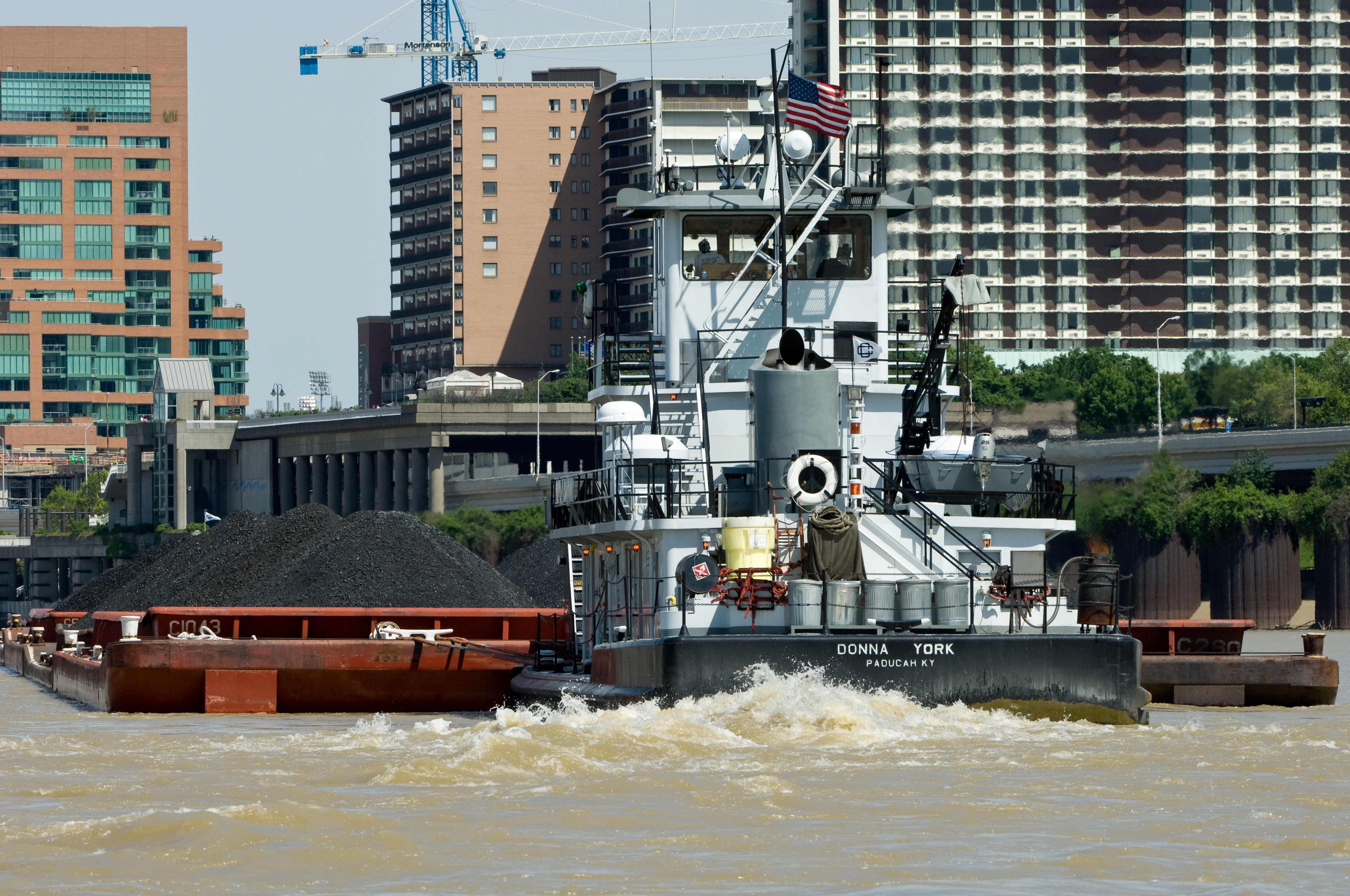
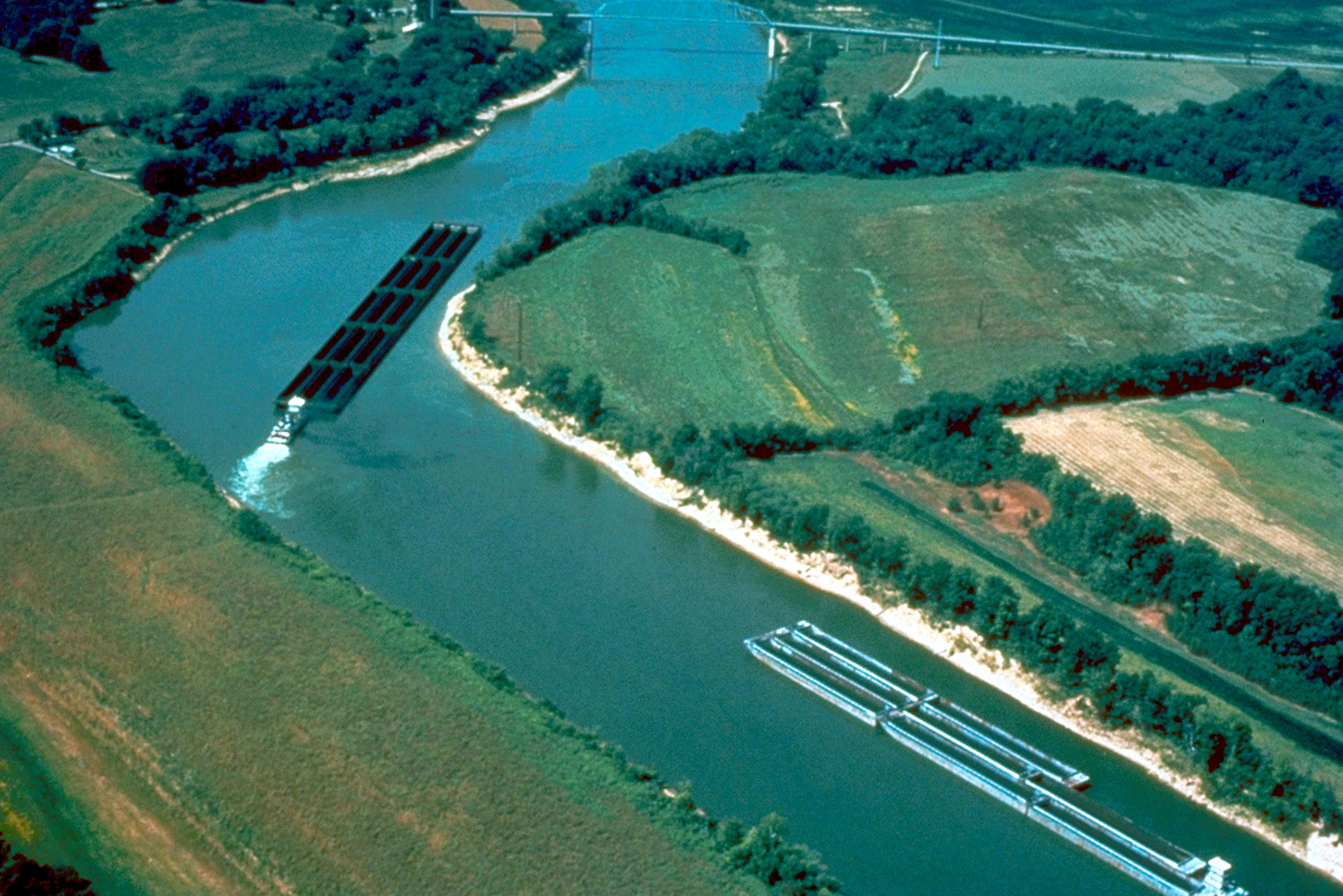
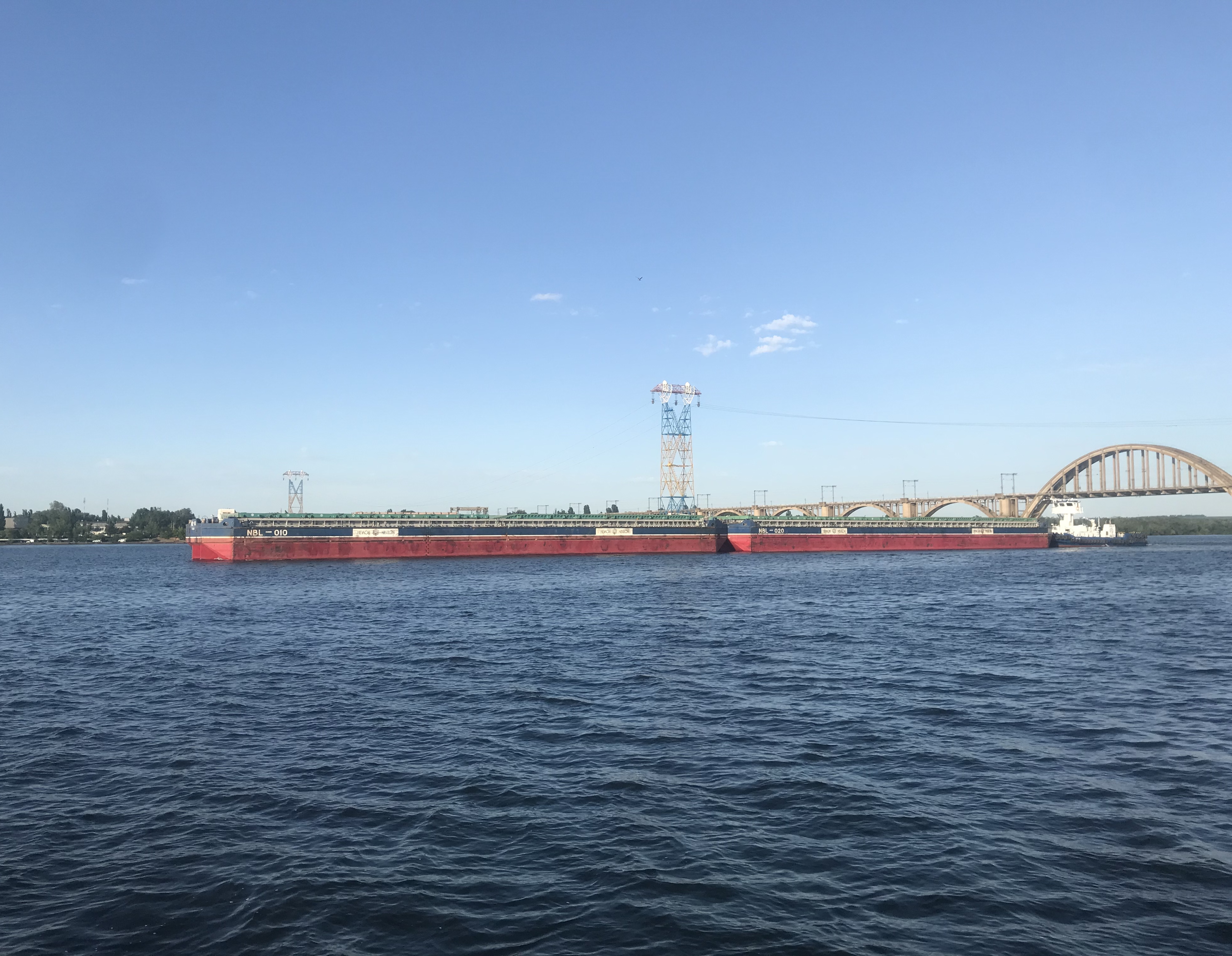
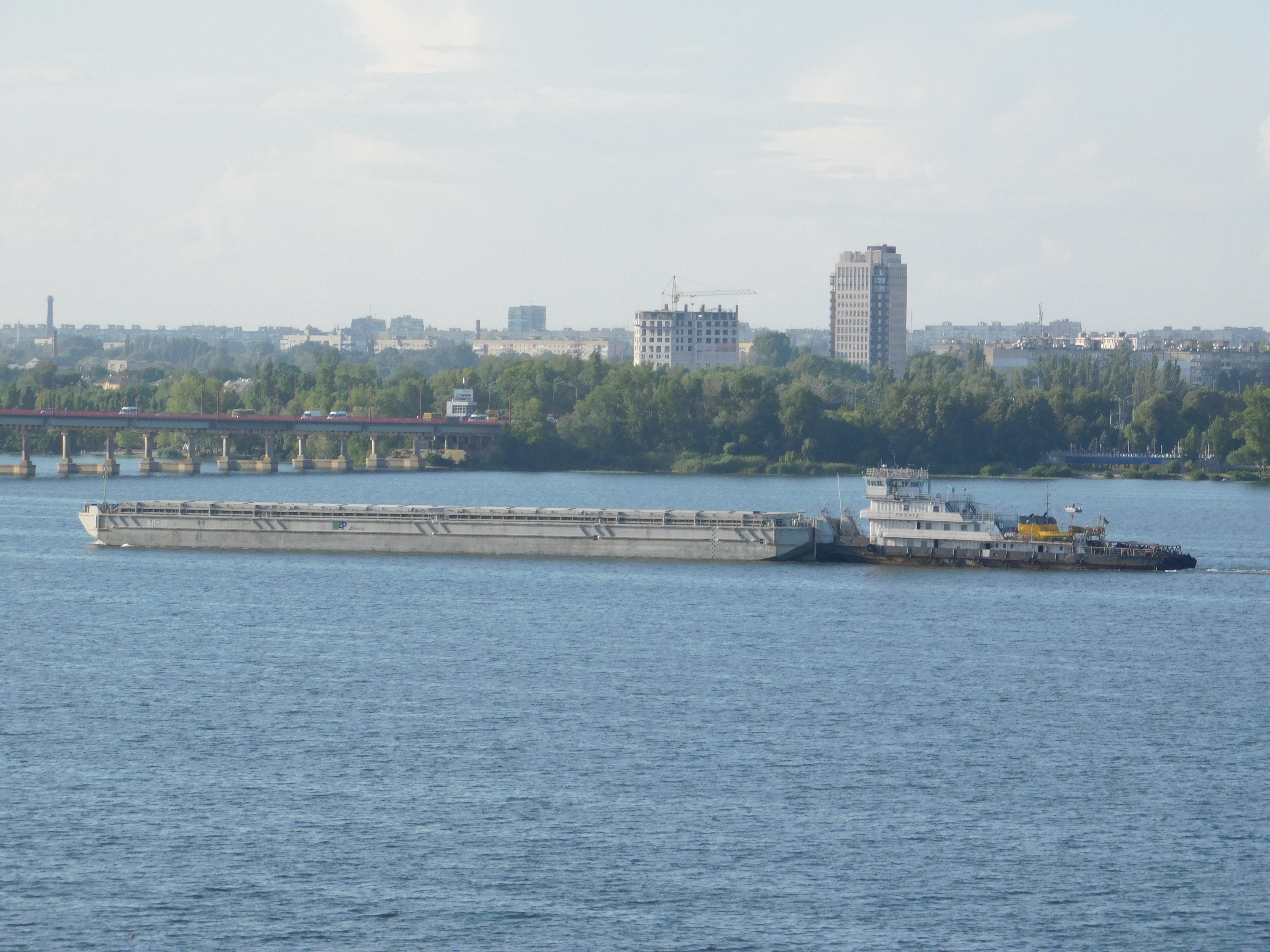
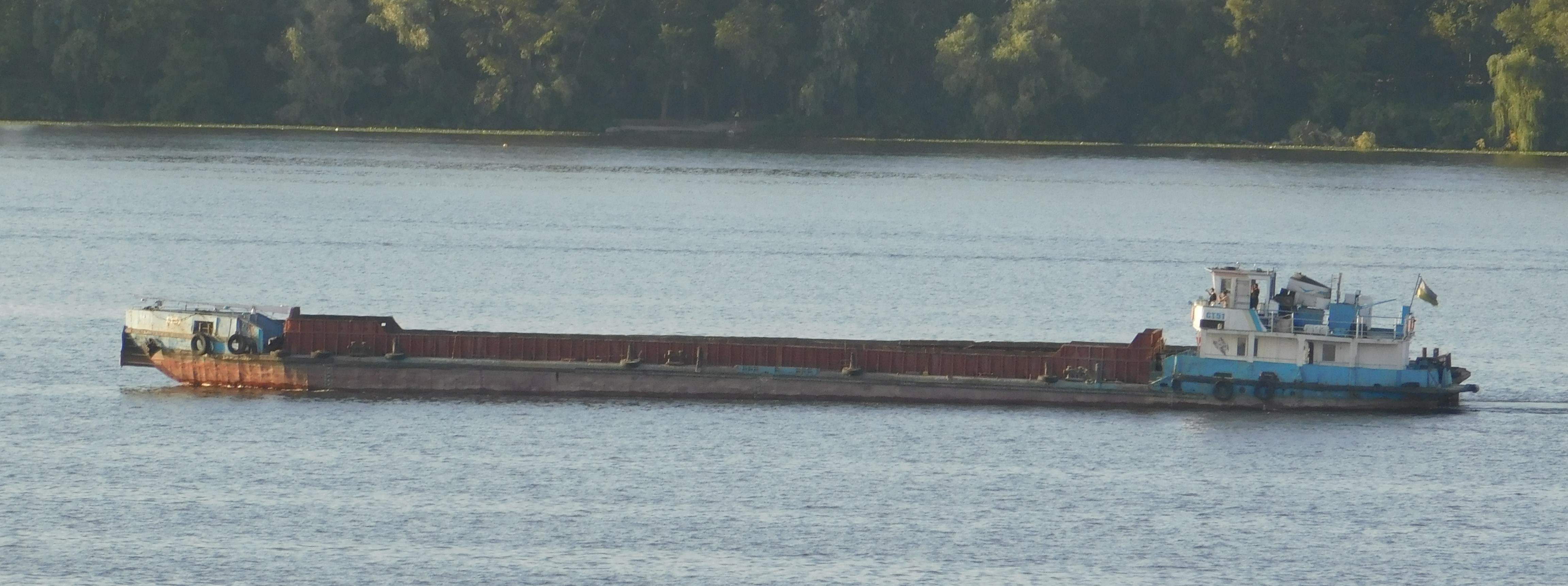